# Warmetalviadukt
Das Warmetalviadukt, auch Zierenberger Viadukt genannt, ist ein 1896 erbautes, etwa 140 m langes, eingleisiges Eisenbahnviadukt der Bahnstrecke Volkmarsen–Vellmar-Obervellmar bei Zierenberg im nordhessischen Landkreis Kassel. Als Bogenbrücke mit acht Bögen ist es die größte Brücke dieser Bahnstrecke. Die Eisenbahnbrücke ist Kulturdenkmal laut Hessischem Denkmalschutzgesetz.

## Geographische Lage

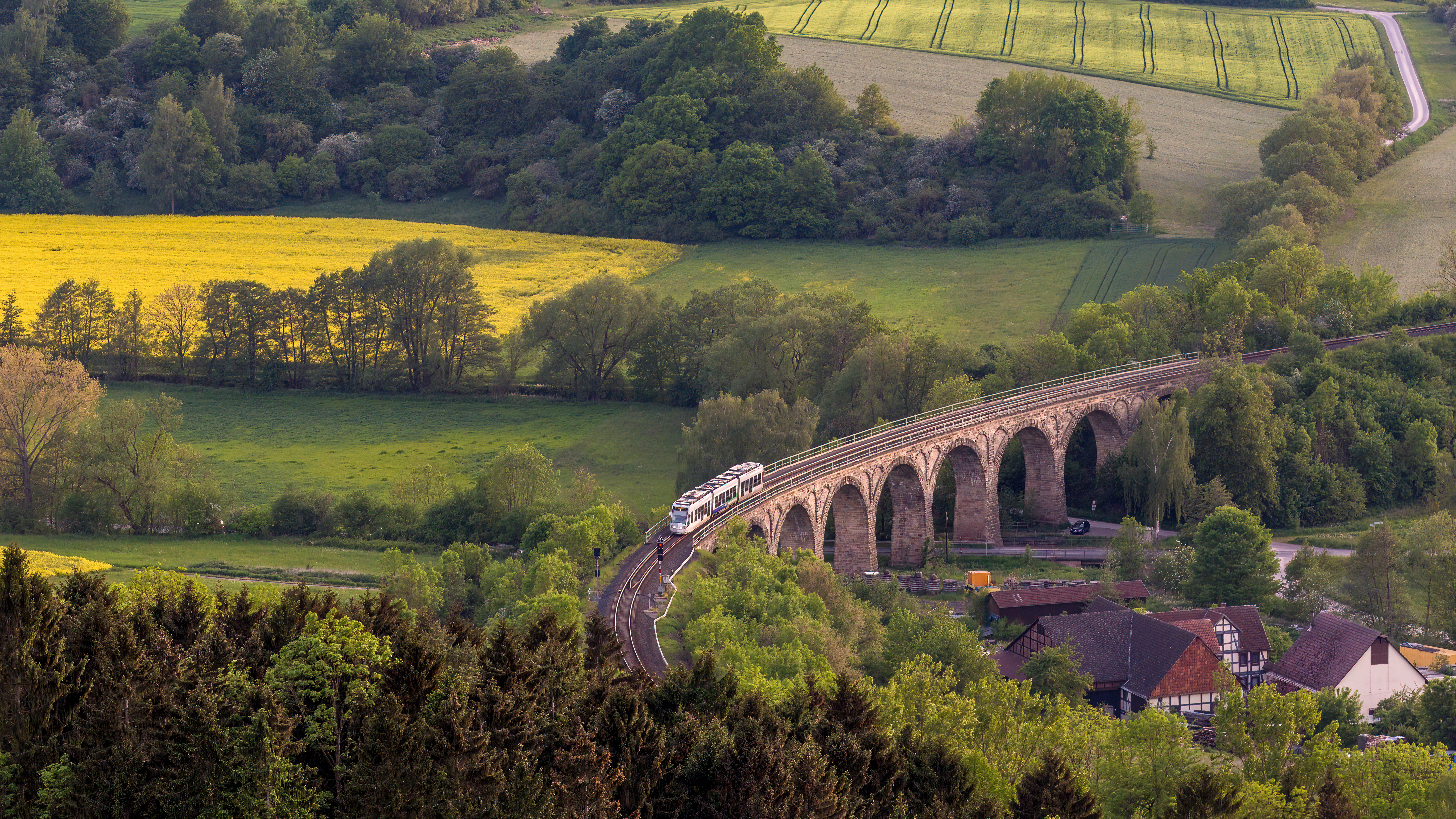
Viadukt bei Zierenberg

Das Warmetalviadukt steht als Teil der Bahnstrecke Volkmarsen–Vellmar-Obervellmar im Naturpark Habichtswald zwischen der Zierenberger Kernstadt direkt im Nordwesten und dem Zierenberger Tunnel im Nordosten mit dem jenseits davon gelegenen und zur Gemeinde Calden gehörenden Dorf Fürstenwald. Die Brücke führt im Zierenberger Grund zwischen dem Großen Bärenberg (600,7 m ü. NN) im Westsüdwesten, dem Großen Schreckenberg (460 m) im Norden und dem östlich befindlichen Kleinen Dörnberg (481,6 m), einem Nordwestausläufer des Hohen Dörnbergs (578,7 m), über den Diemel-Zufluss Warme und die Landesstraße 3211, die Zierenberg mit dem südöstlich gelegenen Habichtswalder Dorf Dörnberg verbindet. Das Viadukt befindet sich im Rahmen seines Gleiskörpers auf etwa 280 m ü. NN. Nördlich seines östlichen Widerlagers steht die Horkenhäuser Mühle.

## Schutzgebiete
Unterhalb des Warmetalviadukts liegt das Fauna-Flora-Habitat-Gebiet Bachlauf der Warme von Ehlen bis Liebenau (FFH-Nr. 4521-305), das 0,54 km² groß ist, und östlich der Brücke das FFH-Gebiet Dörnberg, Immelburg und Helfenstein (FFH-Nr. 4622-303), das 4,33 km² groß ist. Zudem erstreckt sich etwas östlich des Viadukts das 1978 gegründete und 1,16 km² große Naturschutzgebiet Dörnberg (NSG-Nr. 81531).